# Агриешел (Бистрица-Насауд)
Агриешел (рум. Agrieșel) насеље је у Румунији у округу Бистрица-Насауд у општини Тарлишуа. Oпштина се налази на надморској висини од 451 m.

## Становништво
Према подацима из 2002. године у насељу је живело 239 становника, од којих су сви румунске националности.